# Acritomorphus silvestris
Acritomorphus silvestris är en skalbaggsart som beskrevs av Miłosz A. Mazur 1997. Acritomorphus silvestris ingår i släktet Acritomorphus och familjen stumpbaggar. Inga underarter finns listade i Catalogue of Life.